# Герб Глазго
Герб Глазго — офіційний символ міста Глазго, який використовується в різних формах з 1866 року.

## Історія
Лорд Ліон вперше видав патент на герб міста Глазго в 1866 році. До цього часу було щонайменше три офіційних герба.
Першою печаткою, на якій були використані всі елементи, пов'язані з гербом, була печатка капітулу Глазго, яка використовувалася в 1488—1540 роках, але вони не з'являлися в щось близьке до їх нинішнього поєднання до 1647 року.
Відтоді, як він був наданий, використовувалися різні версії символу. Сучасна версія герба датується квітнем 1996 року, коли його було надано після змін у місцевій владі.

## Символізм
Символи, які з'являються на гербі, представляють життя та легенди святого Мунго, покровителя Глазго, і часто згадуються в такому вірші:
|  | Ось дерево, яке ніколи не росло Ось птах, який ніколи не літав Ось риба, яка ніколи не плавала Ось дзвін, який ніколи не дзвонив Ось перстень, який ніколи не одружував Ось книга, яку ніколи не читали |

Дерево, про яке йдеться в цьому вірші, на гербі зображено як дуб, але в популярних версіях історії йдеться про гілку падуба. Історія розповідає, що одного разу святий Серф залишив його стежити за священним вогнем, але вогонь загасили інші хлопці, які заздрили святому Мунго після того, як він заснув. Прокинувшись, святий Мунго зміг чудесним чином запалити новий вогонь з гілки дерева.
Птах, згаданий у поемі, — це малиновка, яку приручив учитель святого Мунго, святий Серф, яку оживив святий Мунго після того, як її вбили деякі з його співучнів.
На гербі зображені три риби, кожна з кільцем у роті. Це посилання на історію, коли Святий Мунго зміг дістати втрачений золотий перстень, що належав королеві Лангуорету із Стратклайду, з рота риби, виловленої з річки Клайд.
Дзвін — це предмет, який, можливо, подарував святому Мунго Папа Римський, але це точно не відомо. У будь-якому випадку дзвін Святого Мунго був визначним закладом у Глазго. Дзвону більше не існує, заміна була придбана в 1641 році.
Сам святий Мунго також з'являється на гербі як клейнод над зображенням, описаним вище, з піднятою рукою, ніби благословляючи.

## Девіз на гербі Глазго
Девіз, зображений на гербі: «Let Glasgow Flourish» (Нехай Глазго процвітає). Це скорочена версія фрази «Господи, нехай Глазго процвітає проповідуванням слова», яку, як кажуть, святий Мунго використав в одній зі своїх проповідей.

## Галерея

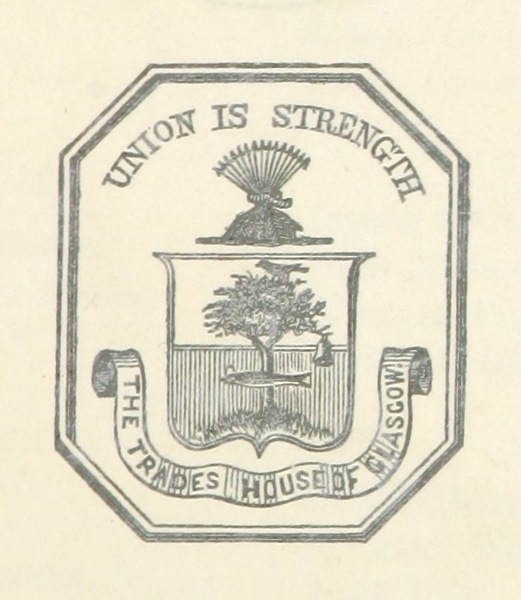
Торгівельної палати Глазго (1853)
Прапор Глазго